# Íñigo de Argüello y Carvajal
Íñigo de Argüello Carvajal (1587-30 de mayo de 1639), fue un abogado y sacerdote, originario de Extremadura, España, caballero de la Orden de Calatrava, gobernador provisional de Yucatán después de que asumió en su carácter de oidor el juicio ordenado por la Real Audiencia de México en contra del gobernador Juan de Vargas Machuca.

## Datos biográficos e históricos
Miembro de una importante familia de la nobleza extremeña, asentada desde finales del siglo XV en la villa de Brozas (Cáceres), Íñigo de Argüello Carvajal nació en dicha villa en 1587, como segundo hijo del matrimonio formado por don Íñigo de Argüello Carvajal y doña Isabel de Alvarado. Su infancia y juventud transcurrieron en su villa natal, donde su familia poseía importantes propiedades rústicas y gran influencia en el gobierno municipal.
La primera experiencia americana de don Íñigo se produce en 1615, cuando viaja a Perú con su primo hermano don Fernando de Carvajal y Ulloa; En 1618 obtuvo el grado en Cánones por la Universidad Complutense, el 29 de agosto de 1623 fue nombrado fiscal de la Audiencia de México y poco después, en octubre de ese mismo año, fue nombrado caballero de la Orden de Calatrava, pasando a las Indias en 1624. En 1628 fue designado oidor de la Audiencia, cargo que desempeñaba cuando el 7 de abril de 1630 recibió instrucciones para trasladarse a Yucatán para investigar los serios cargos que se hacían en contra del gobernador y capitán general de la provincia Juan de Vargas Machuca.
Vargas Machuca había sido nombrado gobernador y capitán general de Yucatán el 15 de septiembre de 1628 por mandato del rey Felipe IV de España. En 1630 fue acusado ante la Real Audiencia de México de varios abusos graves en el ejercicio de su cargo y muy particularmente de nombrar jueces de grana en la región que expoliaban arbitrariamente a la población maya.
El 11 de agosto de 1630 se presentó el oidor ante el Ayuntamiento de Mérida presidido por el gobernador quien se opuso terminantemente a que el funcionario de la Audiencia de México cumpliera su cometido de hacer las averiguaciones del caso y que lo juzgara, argumentando que estaba fuera de la jurisdicción de la mencionada Audiencia el realizar este tipo de juicios cuando se tratara de capitanes generales nombrados por el rey, como era su caso. El gobernador Vargas Machuca incurrió además en la intimidación al oidor y a su secretario, Bartolomé Rodríguez Torquemada, escribano de la Audiencia, quienes tuvieron que refugiarse en el convento de San Francisco de la capital de la provincia. Fue más lejos aún el gobernador al publicar un bando conminando al oidor a abandonar la provincia en un plazo perentorio.
Ante esta grave situación que amenazó al orden público, tuvo que intervenir el obispo Gonzalo de Salazar y Ávila quien publicó un edicto mediante el que ordenaba al gobernador y a todos los funcionarios acatar la autoridad del oidor y de la Audiencia y en general a todos, de abstenerse de impedir el cumplimiento de la misión del abogado Íñigo de Argüello. Tal edicto hizo entrar en razón al gobernador y también permitió al oidor iniciar el juicio que llevó a cabo de manera expedita y fulminante, condenando a Vargas Machuca a una fuerte multa y, por su rebeldía, a sufrir pena de cárcel en la Ciudad de México a donde fue trasladado custodiado por fuerzas del orden.
El abogado Argüello asumió, al concluir el juicio, el gobierno y la capitanía general de Yucatán. Regresó a México en marzo de 1631 entregando el poder a los alcaldes ordinarios de la ciudad de Mérida, Juan de Salazar Montejo, quien era nieto del adelantado y conquistador de Yucatán Francisco de Montejo, y Antonio Méndez Cancio.
Posteriormente se le encomendaron otras misiones, destacando la investigación que se le encomendó en 1632 del robo que se produjo tres años antes en el yacimiento de oro que se había encontrado en la mina de Nuestra Señora del Rosario de Catabriones, en el cerro de San Pedro Potosí. En la capital del Virreinato de la Nueva España se mantuvo en el cargo de oidor hasta 1634, año en que renunció para ordenarse sacerdote. Según testimonio de su sobrino don Íñigo Antonio de Argüello Carvajal murió en la Ciudad de México el 30 de mayo de 1639